# Associazione Sportiva Casale F.B.C. 1960-1961
Questa voce raccoglie le informazioni riguardanti l'Associazione Sportiva Casale F.B.C. nelle competizioni ufficiali della stagione 1960-1961.

## Rosa
| N. |                   | Ruolo | Calciatore       |
| -- | ----------------- | ----- | ---------------- |
|    | Italia (bandiera) |       | Antoni           |
|    | Italia (bandiera) | C     | Remigio Bellini  |
|    | Italia (bandiera) | D     | Pietro Bersia    |
|    | Italia (bandiera) | C     | Carlo Fante      |
|    | Italia (bandiera) |       | Foglia           |
|    | Italia (bandiera) | C     | Luigi Gorlani    |
|    | Italia (bandiera) | P     | Oreste Lemmonier |
|    | Italia (bandiera) | D     | Giuseppe Moretti |
|    | Italia (bandiera) | D     | Rocco Panio      |

| N. |                   | Ruolo | Calciatore         |
| -- | ----------------- | ----- | ------------------ |
|    | Italia (bandiera) | C     | Roberto Passarin   |
|    | Italia (bandiera) | A     | Roberto Poluzzi    |
|    | Italia (bandiera) | P     | Mario Prina        |
|    | Italia (bandiera) | A     | Giuseppe Radaelli  |
|    | Italia (bandiera) | C     | Gianpaolo Rebecchi |
|    | Italia (bandiera) | A     | Adriano Russi      |
|    | Italia (bandiera) | A     | Ivo Taverna        |
|    | Italia (bandiera) | D     | Cesare Turola      |
|    | Italia (bandiera) | A     | Franco Vaccari     |